# درکونی جنسی

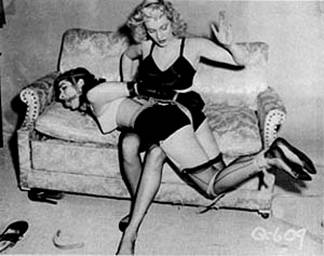
زنی در حال درکونی زدن به زنی است

درکونی جنسی، نوعی درکونی زدن است به شخص دیگر برای تحریک جنسی یا ارضاء یکی از طرفین یا هردو طرف. این هم ممکن است بدون درد و ملایم باشد و هم با ضرباتی سهمگین همراه شود، این عمل همچنین می‌تواند در نقش‌های جنسی مانند سن بازی نیز استفاده شود و ممکن است، برای انجام کار می‌توان از یک دست یا انواع پاروی مخصوص یا چوب بهره برد. درکونی جنسی معمولاً با دیگر شکل‌های معاشقه جنسی ترکیب می‌شود.
متداول‌ترین نوع اسپنک زدن شهوانی بر روی باسن لخت زن یا مرد صورت می‌گیرد،<
در این روش معمولاً در ابتدا ضربات آرامی انجام می‌شود اما سپس ضربات پشت سر هم و کمی محکم تر خواهند بود اما به منظور افزایش تحریک جنسی می‌تواند با بانداج هم ترکیب شود.